# House of Cards (Saga)
House of Cards is het veertiende studioalbum van de Canadese band Saga. Het album werd uitgebracht op 10 april 2001 en werd geproduceerd door Jim Crichton. 

## Musici
- Michael Sadler – zang en toetsen
- Ian Crichton – gitaar en zang
- Jim Crichton – basgitaar en toetsen
- Jim Gilmour – toetsen en zang
- Steve Negus – slagwerk

## Nummers
Alle nummers geschreven door Ian Crichton, Jim Crichton, Jim Gilmour, Michael Sadler en Steve Negus.
1. "God Knows" – 5:29
2. "The Runaway" – 5:35
3. "Always There" – 3:52
4. "Ashes to Ashes (Chapter 11)" – 5:05
5. "Once in a Lifetime" – 4:21
6. "Only Human" – 4:20
7. "That's How We Like It" – 4:49
8. "Watching the Clock (Instrumental)" – 1:39
9. "We'll Meet Again (Chapter 15)" – 5:58
10. "Money Talks" – 4:07
11. "House of Cards" – 4:20